# Caputh
Caputh (IPA: [kaˈpuːt]) è una frazione del comune tedesco di Schwielowsee, nel Brandeburgo.

## Storia
Caputh fu citata per la prima volta nel 1317, e costituiva un piccolo centro rurale.
Il 31 dicembre 2002 il comune di Caputh fu fuso con i comuni di Ferch e Geltow, formando il nuovo comune di Schwielowsee.

## Monumenti e luoghi d’interesse
Castello (Schloss)Costruito nel 1662 su progetto di Philippe de Chièze, fu ampliato una prima volta dopo il 1673 per diventare una residenza di delizia del principe elettore del Brandeburgo, e una seconda nel 1908-09; gli interni, riccamente decorati, costituiscono una delle poche testimonianze sopravvissute del barocco brandeburghese precedente Schlüter; il parco, che si estende per 5 ettari fino al Templiner See, fu disegnato da Peter Joseph Lenné.
Chiesa (Dorfkirche)Basilica neoromanica in stile italiano, costruita dal 1848 al 1852 su progetto di August Stüler.